# Heliophanus nobilis
Heliophanus nobilis är en spindelart som beskrevs av Wesolowska 1986. Heliophanus nobilis ingår i släktet Heliophanus och familjen hoppspindlar. Inga underarter finns listade i Catalogue of Life.